# Johan II van Loon-Heinsberg
Johan of Jan II van Loon-Heinsberg (1367-24 juni 1438) was heer van Heinsberg, Gulik, Dalenbroek, Millen, en Leeuwenberg, gouverneur van Limburg, stadhouder van het land van Valkenburg en graaf van Gennep. Hij had de bijnaam de Strijdbare.
Hij was een zoon van Godfried van Dalenbroek en Filippa van Gulik, een dochter van Willem VI van Gulik. Alhoewel Jan de eerste zoon was van Godfried, erfde hij niet het graafschap Loon; deze titel ging naar Arnold van Rummen. In 1413 toen zijn schoonzus Jolanda van Gennep overleed, betaalde Jan II haar schuld van 12.000 Franse schilden af en mocht in ruil 1/4 deel van het graafschap Gennep bezitten. Na 1417 bezat hij de helft van het kleine graafschap vanwege het overlijden van zijn neef Walraven I van Brederode en de daarbij horende schulden. Vanaf 1440 verkocht de familie Brederode het gehele graafschap aan de familie Van Loon-Heinsberg.
Hij overleed op 71-jarige leeftijd aan de pest.
Hij werd waarschijnlijk begraven bij zijn voorvaders in het klooster van de Premonstratenserinnen; zijn zoon Jan van Heinsberg, bisschop van Luik, besloot tot de bouw van een grafmonument dat tussen 1443 en 1448 gemaakt werd en in het schip van de Sint-Gangulfus kerk in Heinsberg werd geplaatst. Het monument toont Johan II, Margaretha van Gennep en Johan III in rusthouding.

## Huwelijk en kinderen
Jan huwde eerst met Margaretha van Gennep (overleden 1419); ze kregen vier kinderen:
- Johan III van Loon-Heinsberg (overleden 1441), huwde met Walburgia van Meurs
- Willem (overleden 24 april 1439), huwde met Elisabeth, vrouwe von Blankenheim
- Jan van Heinsberg (1396-1459), proost van diverse kapittels, bisschop van Luik (1419-1455)
- Filippa (overleden 1464), huwde met Willem von Wied-Isenburg

Hij huwde een tweede keer in 1423 met Anna van Solms-Braunfels; ze kregen twee kinderen:
- Maria van Loon-Heinsberg (overleden 20 april 1502), huwde met Jan IV van Nassau
- Jacoba van Loon-Heinsberg (overleden 1468) abdis van Thorn